# Syllepte retractalis
Syllepte retractalis is een vlinder uit de familie van de grasmotten (Crambidae). De wetenschappelijke naam van deze soort is voor het eerst voorgesteld door George Francis Hampson in een publicatie uit 1912.

## Verspreiding
De soort komt voor in Sierra Leone, Ivoorkust, Ghana en Congo-Kinshasa.

## Waardplanten
De rups leeft op Cola nitida (Colaboom) en Theobroma cacao (Cacaoboom) van de Kaasjeskruidfamilie (Malvaceae).

## Parasieten
Deze soort wordt geparasiteerd door Cotesia ruficrus.